# 無名家族
《無名家族》，是1990年發行的一部香港警匪片。

## 劇情
傅世亨（林俊賢飾）是位警官，因為自覺不得家人疼愛，所以從小性格孤僻，但正直且善良。一次在美容院在認識了大姐的女兒可兒（王祖賢飾）。在一次逮捕毒犯案件中，因為被栽贓，大哥打抱不平被毒犯阿威等人打成重傷，不治而死。盛怒之下，傅世亨和他姊夫跟阿威在碼頭打了起來，可兒開貨車前來營救傅世亨，一路追至倉庫。最後，在一場搏鬥當中，傅世亨自樓上摔下，可兒憤而用槍殺了阿威，但為時已晚，傅世亨已經盡了當警官的最後職責而死了。

## 演員表
| 演員   | 角色           | 粵語配音 |
| 林俊賢 | 傅Sir (傅世亨) | 陳欣     |
| 王祖賢 | 可兒           |          |
| 狄威   | 喪威           | 張炳強   |
| 成奎安 | 傅志滔         | 馮永和   |
| 莫少聰 | 阿聰           |          |
| 苗僑偉 | 古Sir          | 盧雄     |
| 林建明 | 明姐           |          |
| 吳耀漢 | 吳志勇         | 吳耀漢   |
| 談泉慶 | 陳Sir          | 賈鳳悟   |

主題曲：《遺棄》、《某年冬天》
作曲：羅仲良
填詞：向雪懷、劉德華
主唱：劉德華

## 外部連結
- 香港影庫上《無名家族》的資料（繁體中文）
- 时光网上《無名家族》的資料（简体中文）
- 豆瓣电影上《無名家族》的資料 （简体中文）
- AllMovie上《無名家族》的资料（英文）
- 互联网电影数据库（IMDb）上《無名家族》的资料（英文）